# Wyspa Bowmana
Wyspa Bowmana (Bowman Island) – pokryta lodem antarktyczna wyspa o długości 39 km i szerokości 3 do 10 km, leżąca w północno-wschodniej części Lodowca Szelfowego Shackletona, który częściowo ją otacza.
Odkryta w styczniu 1931 przez Brytyjsko-Australijsko-Nowozelandzką Ekspedycję Antarktyczną (British Australian and New Zealand Antarctic Research Expedition BANZARE). Nazwana imieniem Isaiaha Bowmana, szefa American Geographical Society.